# Богуновац
Богуновац (серб. Богуновац) — населённый пункт в общине Медведжя Ябланичского округа Республики Сербии.

## Население
Согласно переписи населения 2002 года, в селе проживало 89 человек — все сербы.
| Численность населения | Численность населения | Численность населения | Численность населения | Численность населения | Численность населения | Численность населения | Численность населения |
| 1948                  | 1953                  | 1961                  | 1971                  | 1981                  | 1991                  | 2002                  | 2011                  |
| --------------------- | --------------------- | --------------------- | --------------------- | --------------------- | --------------------- | --------------------- | --------------------- |
| 229                   | 247                   | 241                   | 207                   | 118                   | 90                    | 89                    | 77                    |

## Религия
Согласно церковно-административному делению Сербской православной церкви, село относится к Сияриньскобаньскому приходу Ябланичского архиерейского наместничества Нишской епархии.

## Достопримечательности
- Памятник царю Душану, установленный в 2018 году[4].
- В июле проводится ежегодное спортивное соревнование «Богуновацкие игры»[5].